# Државни службеници (Србија)
Државни службеници су лица чија се радна места састоје од послова из делокруга органа државне управе, судова, јавних тужилаштава, Државног правобранилаштва,  служби Народне скупштине, председника Републике, Владе, Уставног суда и служби органа чије чланове бира Народна скупштина или с њима повезаних општих правних, информатичких, материјално-финансијских, рачуноводствених и административних послова, док државни службеници нису народни посланици, председник Републике, судије Уставног суда, чланови Владе, судије, јавни тужиоци и њихови заменици, као и друга лица која на функцију бира Народна скупштина или поставља Влада и лица која према посебним прописима имају положај функционера.
Државни службеник дужан је да поступа у складу са Уставом, законом и другим прописом, према правилима струке, непристрасно и политички неутрално и не сме да на раду изражава и заступа своја политичка уверења.

## Класификација државних службеника
Постоје две категорије државних службеника: државни службеници на положају и државни службеници извршиоци, мада се може рећи постоји и трећа категорија државних службеника, у виду намештеника.

### Државни службеници на положају
Државни службеници на положају су они државни службеник који има овлашћења и одговорности везане за вођење и усклађивање рада у државном органу. Положај се стиче постављењем од Владе или другог државног органа или тела, а ти положаји могу бити помоћник министра, секретар министарства, директора органа управе у саставу министарства, помоћника директора органа управе у саставу министарства, директора посебне организације, заменика и помоћника директора посебне организације, директора службе Владе, заменика и помоћника директора службе Владе, заменика и помоћника Генералног секретара Владе, Државног правобраниоца и заменика Републичког јавног правобраниоца, док се положаји у судовима и тужилаштвима одређују актима Врховног касационог суда и Републичког јавног тужиоца, док се у осталим државним органима положаји се одређују актима тих органа.

### Државни службеници извршиоци
Државни службеници извршиоци су службеници који су запослени на радним местима која нису положаји, укључујући и радна места руководилаца унутрашњих јединица у државном органу. Извршилачка радна места разврставају се по звањима, у зависности од сложености и одговорности послова, потребних знања и способности и услова за рад. Државни службеник запослен са одређеним звањем може се кретати у каријери, односно може добити више или ниже звање.
Да би државни службеници извршиоци били запослени на неодређено у државној управи морају имати положен државни стручни испит. Под одређеним околностима могу бити запослени у државној управи и без положеног под обавезом да га положе у року од 6 месеци од заснивања уговора о раду. Такође постоји обавеза да се полаже и посебни стручни испит ради запошљавања на радним местима са посебним дужностима и овлашћењима.
Док постоје могућности да су ослобођени од полагања државног стручног испита, али то су изузеци за особе које полагали правосудне испите (државни службеници у судовима, јавним тужилаштвима, Државном правобранилаштву, остале категорије државних службеника који су полагали правосудни испит), државни службеници у дипломатском звању или су положили дипломатско-конзуларни испит, као и државни службеници који раде у Управи за извршење кривичних санкција као здравствени радници или здравствени сарадници који су у обавези да полажу или су положили стручни испит у области здравствене заштите.

#### Звања државних службеника извршиоца
Звања државних службеника са неопходним стручном спремом и радним искуством су:
- Виши саветник, висока стручна спрема са најмање 240 ЕСПБ бодова и најмање 7 година радног искуства радног искуства у струци
- Самостални саветник, висока стручна спрема са најмање 240 ЕСПБ бодова и најмање 5 година радног искуства радног искуства у струци
- Саветник, висока стручна спрема са најмање 240 ЕСПБ бодова и најмање 3 година радног искуства у струци
- Млађи саветник, висока стручна спрема са најмање 240 ЕСПБ бодова и најмање годину дана радног искуства у струци или најмање 5 година радног стажа у државним органима
- Сарадник, висока стручна спрема са најмање 180 ЕСПБ бодова и најмање 3 година радног искуства у струци
- Млађи сарадник, висока стручна спрема са најмање 180 ЕСПБ бодова и најмање девет месеци радног искуства у струци или најмање пет година радног стажа у државним органима
- Референт, средња школа и најмање 2 година радног искуства у струци
- Млађи референт, средња школа и најмање 6 месеци радног искуства у струци

### Намештеници
Намештеници су лица чија се радна места састоје од пратећих помоћно-техничких послова у државном органу. Они нису државни службеници али су подвргнути одређеним стварима као и државни службеници (попут чувања државне, војне, службене и пословне тајне) по Закону о државним службеницима (који уједно и дефинише позицију намештеника у државној управи, па се може сматрати да су трећа категорија државних службеника, иако по Закону о државним службеницима нису.